# San Piero in Bagno
San Piero in Bagno è una frazione del comune italiano di Bagno di Romagna, nella Provincia di Forlì-Cesena, nella regione Emilia-Romagna.

## Storia
Venne istituito come capoluogo del comune di Bagno di Romagna con il regio decreto del 25 giugno 1865 e poi divenne sede del municipio a seguito di un Regio decreto del 1923 fortemente voluto da Benito Mussolini che ha annesso alla regione Emilia Romagna i territori della cosiddetta Romagna Toscana (terre geograficamente e linguisticamente romagnole ma governate dalla Toscana).

## Economia
San Piero in Bagno è il centro più importante e popoloso del comune, trovandovi sede le più importanti attività economiche del territorio, ad eccezione di quelle turistiche termali.
Vi ha sede l'Ospedale Angioloni, al servizio della popolazione dell’Alta Valle del Savio.

## Monumenti e luoghi d'interesse
- Chiesa di San Pietro in Vinculis
- Chiesa di San Francesco
- Teatro Giuseppe Garibaldi
- Rocca di Corzano  (ruderi) nelle vicinanze del paese su un rilievo a 676 m. Dal 1220 al 1404 possedimento dei conti Guidi di Bagno, poi di Firenze, finché venne distrutta nel 1527.[3]